# Helen Gardner
Helen Louise Gardner (2 de setembro de 1884 - 20 de novembro de 1968) foi uma atriz de teatro e cinema americana, roteirista, produtora de cinema e figurinista.

## Carreira

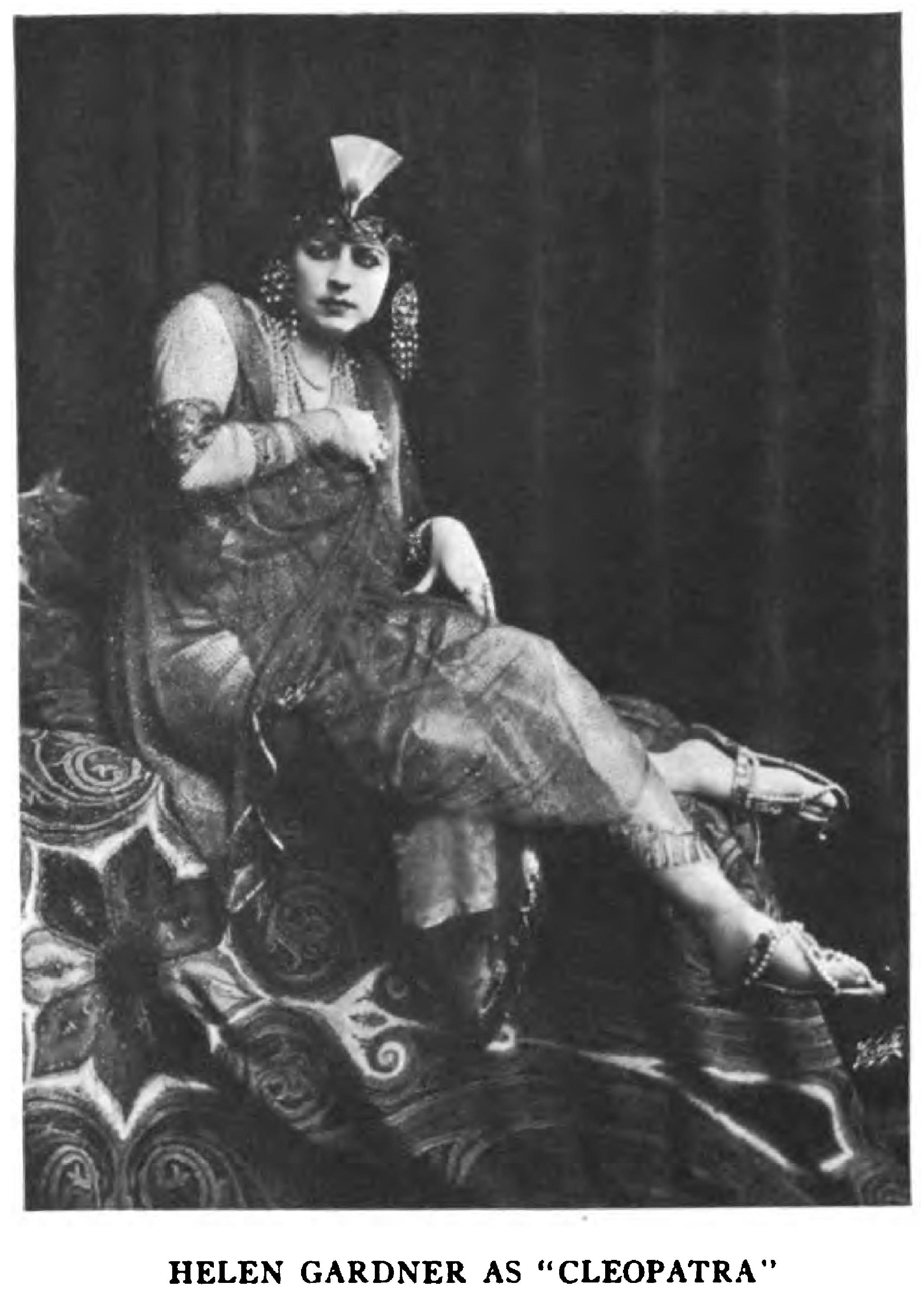
Helen Gardner como Cleopatra.

Gardner nasceu em Binghamton, Nova York. Uma aluna da Academia Americana de Artes Dramáticas, Gardner começou sua carreira como atriz de teatro. Ela se tornou uma jogadora do Vitagraph Studios em 1910 e foi aclamada pela crítica por interpretar Becky Sharp na versão cinematográfica do romance Vanity Fair. Em 1912, ela se tornou o primeiro ator de cinema, homem ou mulher, a formar sua própria produtora, The Helen Gardner Picture Players. A empresa foi estabelecida em Tappan, Nova Yorkcom capital fornecido pela mãe de Gardner. Gardner contratou seu amante Charles L. Gaskill como diretor e cenógrafo. Conhecida por interpretar personagens femininas fortes, a primeira produção de Gardner foi Cleopatra (1912), um dos primeiros longas-metragens americanos. O filme foi reeditado e relançado depois que a Fox lançou a adaptação de 1917 estrelada por Theda Bara. Gardner é considerada a primeira Vamp (Mulher Fatal) da tela, antecedendo Theda Bara, Valeska Suratt e Louise Glaum. Gardner produziu onze longas-metragens antes de fechar seu estúdio em 1914.
Em 1915, ela retornou brevemente à Vitagraph antes de assinar com a Universal. A essa altura, sua popularidade começou a diminuir e ela se aposentou da atuação em 1924.

## Vida pessoal
Antes de Gardner embarcar na carreira de atriz, ela se casou com o empresário socialmente proeminente Duncan Clarkson Pell, Sr., em 16 de outubro de 1902, em West Haven, Connecticut. O casamento ocorreu logo após o aniversário de 18 anos de Gardner e uma semana após o divórcio de Pell de sua primeira esposa, Anna. O divórcio de Duncan e Anna Pell foi coberto nas colunas de fofocas do The New York Times. O casal teve um filho em 1904.  Gardner deixou Pell em 1906 para continuar sua carreira de atriz, mas eles nunca se divorciaram. Eles permaneceram casados até a morte de Pell em 1964.
Algumas fontes afirmam que Gardner se casou pela segunda vez com Charles Gaskill, diretor de muitos de seus filmes. A neta e biógrafa de Gardner, Dorin Gardner Schumacher, afirma que isso é incorreto e que Gardner nunca se divorciou de Duncan C. Pell, Sr.

## Anos posteriores e morte
Na década de 1950, Gardner retornou a Orlando, Flórida, onde já havia morado com seu ex-marido. Gardner morreu em Orlando em 20 de novembro de 1968, aos 84 anos.

## Filmografia selecionada
| Ano  | Nome                                   | Papel                                      | Observações                 |
| ---- | -------------------------------------- | ------------------------------------------ | --------------------------- |
| 1910 | How She Won Him                        | Muriel Hanson                              |                             |
| 1911 | A Tale of Two Cities                   |                                            | Sem Créditos                |
| 1911 | The Inherited Taint                    | The nurse                                  |                             |
| 1911 | The Wooing of Winifred                 | Winifred                                   |                             |
| 1911 | The Show Girl                          | Audrey, an actress                         |                             |
| 1911 | For Her Brother's Sake                 | Bessie Black - the Sister                  |                             |
| 1911 | Barriers Burned Away                   | John's wife                                |                             |
| 1911 | A Quaker Mother                        | Lois Pearson Harmon - A Quaker Wife        |                             |
| 1911 | She Came, She Saw, She Conquered       | Rose Leigh - a Young Schoolteacher         |                             |
| 1911 | The Death of King Edward III           | Alice Ferrers                              |                             |
| 1911 | For Love and Glory                     | Rose Seaton                                |                             |
| 1911 | By Woman's Wit                         | The wife                                   |                             |
| 1911 | Ups and Downs                          | The Young Wife                             |                             |
| 1911 | Regeneration                           | Elfie - Ross' sweetheart                   |                             |
| 1911 | Madge of the Mountains                 | Madge of the Mountains                     |                             |
| 1911 | Arbutus                                | The Mountain Woman                         |                             |
| 1911 | The Girl and the Sheriff               | The Mountain Girl                          |                             |
| 1911 | Freshet                                | Meg Matthews                               |                             |
| 1911 | Vanity Fair                            | Becky Sharp                                |                             |
| 1911 | A Reformed Santa Claus                 | The Widow                                  |                             |
| 1912 | Where the Money Went                   | Mrs. Fred Hart - the Jealous Wife          |                             |
| 1912 | She Came, She Saw, She Conquered       | Rose Leigh - a Young Schoolteacher         |                             |
| 1912 | A Problem in Reduction                 | Mrs. Smartly - a Woman Who Wants to Reduce |                             |
| 1912 | Her Boy                                | Sue - Harry's Sweetheart                   |                             |
| 1912 | The Love of John Ruskin                | The wife                                   |                             |
| 1912 | The Love of John Ruskin                | Mrs. John Ruskin                           |                             |
| 1912 | The Old Silver Watch                   |                                            | Creditada como Miss Gardner |
| 1912 | The Illumination                       | Sabina                                     |                             |
| 1912 | The Serpents                           | Linda                                      |                             |
| 1912 | An Innocent Theft                      | Malcolm's mother                           |                             |
| 1912 | An Innocent Theft                      | Song Bird, a Young Indian                  |                             |
| 1912 | The Miracle                            | Abbasah, the Caliph's Wife                 |                             |
| 1912 | The Heart of Esmeralda                 | Louise Lennox - a Novelist                 |                             |
| 1912 | The Party Dress                        | Lydia Borne                                |                             |
| 1913 | Becky, Becky                           | Becky                                      | Escritora                   |
| 1913 | Alixe; or, The Test of Friendship      | Alixe                                      |                             |
| 1913 | Eureka!                                | The Castaway                               |                             |
| 1913 | Vampire of the Desert                  | Lispeth, Vampire of the Desert             |                             |
| 1913 | The Wife of Cain                       | Save - the Wife of Cain                    | Produtora                   |
| 1913 | A Daughter of Pan                      | Dusa - a Daughter of Pan                   | Produtora                   |
| 1914 | The Girl with the Hole in Her Stocking |                                            | Produtora                   |
| 1914 | Fleur de Lys                           |                                            | Produtora                   |
| 1914 | And There Was Light                    |                                            | Produtora                   |
| 1914 | Butterfly                              | Nancy North - the Butterfly                |                             |
| 1914 | Underneath the Paint                   | Tryphena Winter                            |                             |
| 1914 | The Strange Story of Sylvia Gray       | Sylvia Gray/Silvery Gray                   |                             |
| 1915 | The Breath of Araby                    | Clothilde                                  |                             |
| 1915 | The Still, Small Voice                 | Musa                                       |                             |
| 1915 | Snatched from a Burning Death          | Joan Le Grande                             |                             |
| 1915 | Miss Jekyll and Madame Hyde            | Madeleine Jekyll/Madame Hyde               |                             |

| Ano  | Nome                                          | Papel                      | Observações                                                              |
| ---- | --------------------------------------------- | -------------------------- | ------------------------------------------------------------------------ |
| 1912 | Cleopatra                                     | Cleopatra - Queen of Egypt | Produtor, figurinista, editor (sem créditos) Creditado como Miss Gardner |
| 1913 | A Sister to Carmen                            | Margo                      | Produtora                                                                |
| 1913 | A Princess of Bagdad                          | Princess Ojira             | Produtora                                                                |
| 1914 | Pieces of Silver: A Story of Hearts and Souls | Sister Berenice            | Produtora                                                                |
| 1914 | The Strange Story of Sylvia Gray              | Sylvia Gray/Silvery        |                                                                          |
| 1914 | The Moonshine Maid and the Man                | Nancy - the Moonshine Maid |                                                                          |
| 1920 | The Sleep of Cyma Roget                       | Cyma Roget                 |                                                                          |
| 1924 | Sandra                                        | La Flamme's wife           |                                                                          |